# یوسف پیامبر
یوسف پیامبر مجموعهٔ تلویزیونی ایرانی بر پایهٔ داستان زندگی یوسف مطابق با روایت قرآن و منابع اسلامی، به نویسندگی و کارگردانی فرج‌الله سلحشور است که در ۴۵ قسمت از ۷ تیر ۱۳۸۷ تا ۱۱ اردیبهشت ۱۳۸۸ از شبکه یک سیما پخش شد. از جمله بازیگران این مجموعه، مصطفی زمانی، کتایون ریاحی، محمود پاک‌نیت، رحیم نوروزی، عباس امیری و جعفر دهقان هستند.
ساخت مجموعه در تیر ۱۳۸۲ در شهرک سینمایی دفاع مقدس برای ۴۵ قسمت آغاز شد. فیلم‌برداری مجموعه در اردیبهشت ۱۳۸۳ آغاز شد و در فروردین ۱۳۸۶ به پایان رسید.
این مجموعه در سال‌های بعد نیز بارها از آی‌فیلم و شبکه سحر بازپخش شده است.

## داستان
داستان این سریال از این قرار است که زمانی که یعقوب، مردمان بنی‌اسرائیل را به یکتاپرستی خوانده و از پرستش خدایان مختلف انذار می‌دهد؛ خدا، یوسف را به عنوان فرزند و پیامبر بعدی به او عطا می‌کند که چهره‌ زیبایی دارد. یوسف در کودکی رؤیایی می‌بیند که در آن خورشید، ماه و ۱۱ ستاره برای او به سجده می‌افتند. یعقوب که این رؤیا را می‌شنود به او توصیه می‌کند تا آن را از برادران خود پنهان کند. پس از چندی، برادران یوسف که به علاقهٔ پدرشان نسبت به یوسف حسودی می‌کردند، او را به چاه می‌اندازند و در حضور یعقوب مدعی می‌شوند که یوسف را گرگ خورده است و پیراهن یوسف را به خون گوسفند آغشته کرده و به یعقوب نشان می‌دهند. پس از مدتی کاروانی یوسف را از چاه درآورده و به عزیز مصر، پوتیفار، می‌فروشند و پوتیفار او را به عنوان غلام به همسرش زلیخا هدیه می‌دهد. زلیخا شیفته یوسف می‌شود و سال ها بعد زمانیکه زلیخا از او خواست با او وارد بستر شود، یوسف فرار کرد. پوتیفار فرا می‌رسد و تمام تقصیرات گردن یوسف می‌افتد و یوسف به زندان می‌رود و هشت سال آنجا می‌ماند؛ اما به واسطهٔ یکی از دوستان خود در زندان که مدت‌ها پیش آزاد شده و به پادشاه مصر آمنهوتب چهارم (آخناتون) خدمت می‌کند به کمک علم تعبیر خواب، خوابِ فرمانروا را تعبیر کرده و با خِرَد خود به یکی از نزدیکان به فرمانروا تبدیل شده و پس از مرگ پوتیفار، به دستور فرمانروا عزیز مصر می‌شود. یوسف در این زمان بسیاری از مردم مصر از جمله آمنهوتب را یکتا پرست کرده و آیین بت پرستی و پرستش خدای آمون را از بین می برد. او به عنوان صدر اعظم مصر، یک قحطی هفت ساله را مدیریت و بسیاری از برده ها را آزاد می کند. در این دوران زلیخا به دلیل عشق یوسف و یعقوب به دلیل غم دوری او بسیار اشک می ریزند و در نهایت نابینا می شوند. سرانجام پس از سال‌ها دوری، یوسف طی یک معجزه زلیخای پیر را به زلیخای جوان و زیبا تبدیل، چشم های او را بینا و با او ازدواج می‌کند؛ و بالاخره پس از سال ها دوری، پدرش را پیدا کرده و او را با خود به مصر می‌برد.

## بازیگران
در این سریال ۵۶ بازیگر اصلی و بیش از ۱۵۰ بازیگر فرعی به ایفای نقش پرداختند. فهرست نام‌ های تعدادی از بازیگران این سریال به تفکیک نقش‌ هایشان به شرح زیر است:
| بازیگر             | نقش                     | توضیح نقش                                                  |         |
| ------------------ | ----------------------- | ---------------------------------------------------------- | ------- |
| مصطفی زمانی        | یوسف (یوزارسیف)         | پیامبر خدا، عزیز مصر                                       |         |
| محمود پاک‌نیت       | یعقوب                   | پیامبر خدا، پدر یوسف و دیگران                              |         |
| کتایون ریاحی       | زلیخا                   | همسر پوتیفار، همسر دوم یوسف                                |         |
| جعفر دهقان         | پوتیفار                 | عزیز مصر ، همسر اول زلیخا                                  |         |
| عباس امیری مقدم    | آنخ‌ماهو                 | کاهن اعظم معبدآمون                                         | درگذشته |
| جهانبخش سلطانی     | آمنهوتپ سوم             | فرعون مصر                                                  |         |
| رحیم نوروزی        | آخناتون (آمنهوتپ چهارم) | (دوران بزرگسالی)                                           |         |
| مهوش صبرکن         | کاریماما                | ندیمه و دایه زلیخا                                         |         |
| الهام حمیدی        | آسنات                   | همسر نخست یوسف ، مادر منسه و افرایم                        |         |
| پروانه معصومی      | بانو تی                 | همسر آمنهوتپ سوم                                           | درگذشته |
| لیلا بلوکات        | نفرتیتی                 | همسر آخناتون ، مادر ۶ دختر                                 |         |
| رضا رضوی           | هرمهب                   | رئیس محافظان قصر آمنهوتپ سوم و آخناتون                     |         |
| محمدقاسم پورستار   | خضر                     | خضر نبی                                                    | درگذشته |
| علی طالب‌لو         | هونیفر                  | پیشکار پوتیفار                                             |         |
| سیروس کهوری‌نژاد    | ممیسابو                 | دوست صمیمی و غلام یوسف                                     |         |
| اسرافیل علمداری    | رودامون                 | رئیس محافظان قصر پوتیفار                                   |         |
| جواد طاهری         | مالک بن زعر             | رئیس کاروان و مشاور یوسف                                   |         |
| اردلان شجاع‌کاوه    | جبرئیل                  | فرشته وحی                                                  |         |
| فرج‌الله سلحشور     | عزرائیل                 | فرشته مرگ                                                  | درگذشته |
| امیرحسین مدرس      | ایناروس                 | شراب‌دار آمنهوتپ سوم ، آشپز آخناتون                         |         |
| محمدعلی سلیمانتاش  | آپوپیس                  | سفره‌دار آمنهوتپ سوم                                        |         |
| اسماعیل سلطانیان   | کیمونی                  | کاهن معبد آمون                                             | درگذشته |
| رضا آقاربی         | پادیامون                | رئیس محافظان معبد آمون                                     | درگذشته |
| ناصر فروغ          | خوفو                    | کاهن معبد آمون                                             | درگذشته |
| علی بکائیان        | آپوکی                   | کاهن معبد آمون                                             |         |
| محمدرضا باقری      |                         | کاهن معبد آمون                                             | درگذشته |
| حسین جعفری         | یوسف                    | (دوران نوجوانی)                                            |         |
| ایمان خسروی        | یوسف                    | (دوران کودکی)                                              |         |
| زهرا سعیدی         | فائقه                   | خواهر یعقوب و عیسو و عمه یوسف                              |         |
| سعیده عرب          | لیا                     | همسر نخست یعقوب (دوران پیری)                               |         |
| فرشته سرابندی      | لیا                     | (دوران جوانی)                                              |         |
| مریم بخشی          | راحیل                   | همسر دوم یعقوب، مادر یوسف                                  |         |
| میترا خواجه‌ئیان    | زلفا                    | کنیز لیا و همسر یعقوب                                      |         |
| سودابه علی‌پور      | بلهه                    | کنیز راحیل و همسر یعقوب                                    |         |
| محمدرضا تیموریان   | روبین                   | نخستین فرزند یعقوب (از لیا) (دوران میانسالی)               |         |
| محمد احمدی         | شمعون                   | فرزند دوم یعقوب (از لیا) (دوران میانسالی)                  |         |
| علی شمس‌پویا        | شمعون                   | (دوران جوانی)                                              |         |
| کوروش زارعی        | لاوی                    | فرزند سوم یعقوب (از لیا) (دوران میانسالی)                  |         |
| شاهد پرستار        | لاوی                    | (دوران جوانی)                                              |         |
| داوود شیخ          | یهودا                   | چهارمین فرزند یعقوب (از لیا) (دوران میانسالی)              |         |
| پویان آهنیان مقدم  | یهودا                   | (دوران جوانی)                                              |         |
| علیرضا پاکزاد      | دان                     | پنجمین فرزند یعقوب (از بلهه) (دوران میانسالی)              | درگذشته |
| سالار کریمخانی     | دان                     | (دوران جوانی)                                              |         |
| مجید حسن فامیلی    | نفتالی                  | ششمین فرزند یعقوب (از بلهه) (دوران میانسالی)               |         |
| عباس غزالی         | نفتالی                  | (دوران جوانی)                                              |         |
| اصغر محمدی         | جاد                     | هفتمین فرزند یعقوب (از زلفا) (دوران میانسالی)              |         |
| محمدجواد محبی      | جاد                     | (دوران جوانی)                                              |         |
| امیرعباس قلیچ‌لو    | اشیر                    | هشتمین فرزند یعقوب (از زلفا) (دوران میانسالی)              |         |
| حسین فرضی‌زاده      | اشیر                    | (دوران جوانی)                                              |         |
| اصغر نوبخت         | یساکر                   | نهمین فرزند یعقوب (از لیا) (دوران میانسالی)                |         |
| محسن جهانبانی      | زبولون                  | دهمین فرزند یعقوب (از لیا) (دوران میانسالی)                |         |
| توحید نوروزی       | زبولون                  | دوران نوجوانی                                              |         |
| نسرین نکیسا        | دینه                    | دختر یعقوب (از لیا) (دوران جوانی)                          |         |
| آیدا تبیانیان      | دینه                    | (دوران کودکی)                                              |         |
| زهیر یاری          | بنیامین                 | دوازدهمین و واپسین فرزند یعقوب (از راحیل) (دوران میانسالی) |         |
| ارسلان قاسمی       | بنیامین                 | (دوران کودکی)                                              |         |
| مهرداد فلاحتگر     | سینوهه                  | پزشک دربار قصر                                             |         |
| علا محسنی          | نینیفرکبتا              | سوءقصد کننده به یوسف                                       |         |
| زهرا مرتضوی        | تیامنی                  | ندیمه زلیخا ، دختر بینگی                                   |         |
| بیتا ثمری          | تاما                    | ندیمه زلیخا ، دختر هماتما                                  |         |
| علی یعقوب‌زاده      | هویا                    | سفره دار پوتیفار                                           |         |
| مجتبی بی‌طرفان      | سوفر                    | کتابدار پوتیفار                                            |         |
| پرویز فلاحی‌پور     | کیدامن                  | رئیس زندان زاویرا                                          |         |
| سیروس اسنقی        |                         | رئیس محافظان زندان زاویرا                                  |         |
| سید محمدتقی رفقی   |                         | زندانی پیر زندان زاویرا                                    |         |
| منوچهر بهروج       | بنتو                    | زندانی زندان زاویرا                                        | درگذشته |
| علی جلیلی باله     | نسموند                  | زندانی میانسال محاسن دار زندان زاویرا                      |         |
| صادق خوش‌نژاد       |                         | زندانی جوان زاویرا                                         |         |
| صادق حدادی         |                         | زندانی پیر زاویرا                                          |         |
| نسترن شمسی         | سیتنه                   | دخترعمه زلیخا و مادر کیسین                                 |         |
| پانته‌آ مهدی‌نیا     | مریتاتن                 | همسر پادی آمون، مهمان زلیخا                                |         |
| لیلا نیارمی        |                         | زن اشراف مهمان زلیخا                                       |         |
| آسیه امیرسرداری    |                         | زن اشراف مهمان زلیخا                                       |         |
| تهمینه شعبانی      |                         | زن اشراف مهمان زلیخا                                       |         |
| شهنوش شهباززاده    |                         | زن اشراف مهمان زلیخا                                       |         |
| لیلا آزموده        |                         | زن اشراف مهمان زلیخا                                       |         |
| محمدعلی ساربان     |                         | مشاور آخناتون                                              |         |
| سیروس صابر         |                         | کاهن معبد ایشتار                                           | درگذشته |
| عصمت رضاپور        | ایستر                   | کاهن زن معبد ایشتار                                        |         |
| امین عباسی‌زاده     |                         | کاهن معبد قصر پوتیفار                                      |         |
| حمیدرضا دشتی       | بینگی                   | کاهن معبد قصر پوتیفار و خزانه‌دار معبد آمون                 |         |
| عباس قاصدی         |                         | سفالگر قصر پوتیفار                                         |         |
| رحمت‌الله شکرخنده   |                         | آشپز قصر پوتیفار                                           |         |
| ابراهیم شجاعی      |                         | خدمتکار قصر پوتیفار                                        |         |
| مرتضی اکبری        |                         | خدمتکار قصر پوتیفار                                        |         |
| کامران دهقان       |                         | خدمتکار قصر پوتیفار                                        |         |
| سیده طاهره علایی   |                         | خدمتکار قصر پوتیفار                                        |         |
| رویا حمزه لویی     |                         | خدمتکار قصر پوتیفار                                        |         |
| ناصر قاسمی         |                         | باغبان قصر پوتیفار                                         |         |
| صادق مزاری جلالی   | بورنابوریاس             | نگهبان قصر پوتیفار تبرئه شده به‌دست یوسف                    |         |
| صادق پریدار        |                         | اشرار و سارق از قصر پوتیفار                                |         |
| محمدحسین مجدزاده   |                         | اشرار و سارق از قصر پوتیفار                                |         |
| محمدسعید قائمی     |                         | بزرگ خواب‌گزار معبد آمون                                    |         |
| احسان‌الله عمادی    |                         | خواب‌گزار معبد آمون                                         |         |
| علی طاهری          |                         | خوابگزار جوان معبد آمون                                    |         |
| محمود صحرایی       |                         | خوابگذار سیه چهره معبد آمون                                |         |
| شقایق پورحمدی      |                         | همسر بنیامین                                               |         |
| اعظم کبودیان       | بت‌چوا                   | همسر یهودا                                                 |         |
| نرگس نظری          | آدینا                   | همسر لاوی                                                  |         |
| مهین موحدی         |                         | همسر شمعون                                                 |         |
| امان الله رحیمی    | یاکین پیر               | بزرگ کنعان                                                 |         |
| بیژن انوار         | ملیخا                   | تاجر کنعانی                                                | درگذشته |
| مجید صیادی         |                         | شیطان                                                      |         |
| سوگل طهماسبی       | بسمه                    | ندیمه فائقه                                                |         |
| وجیهه حسینیان      |                         | ندیمه بانو تیه                                             |         |
| نوشین حسن زاده     |                         | ندیمه بانو آسنات                                           |         |
| شهربانو موسوی      |                         | قابله راحیل                                                |         |
| یونس غزالی         | آخناتون                 | دوران کودکی فرعون مصر                                      |         |
| ساینا مهیمی        | منسه                    | دختر کوچک یوسف                                             |         |
| سهیل سخن پژوه      | قتمیر                   | همسفر یوسف نگهبان و سیلی زن به یوسف                        |         |
| جمشید صفری         | فالح                    | دوست مالک بن زعر                                           |         |
| هوشنگ بهادری       |                         | همسفر یوسف پیرمرد مریض کاروان                              |         |
| محمد حاج حسینی     |                         | پیرمرد تشنه همراه کاروان مالک بن زعر                       | درگذشته |
| برات الله شیبانی   |                         | اشراف مصر                                                  | درگذشته |
| محمد فرزانه        |                         | اشراف مصر                                                  |         |
| عطاالله مرادی      |                         | اشراف مصر و داوطلب خریداری یوسف                            |         |
| محمد قمرزاده       |                         | اشراف مصر و داوطلب خریداری یوسف                            |         |
| هاشم شمس فلاورجانی |                         | تاجر برده فروش مصر                                         |         |
| حسینعلی پرستار     |                         | کشاورز مومن مصری                                           |         |
| مریم قلهکی         |                         | همسر آپوپیس                                                |         |
| عباس قاصدی         |                         | سفالگر قصر پوتیفار                                         |         |
| نورالدین خزایی     | تاکرود                  | محافظ قصر آخناتون                                          |         |
| بهروز پیروزیان     |                         | محافظ پادیامون در معبد آمون                                | درگذشته |
| حسن ولی خانی       |                         | نگهبان ورودی قصر آخناتون و حمله کننده به یوسف              |         |
| سید هاشم ونانه     |                         | آشپز قصر آخناتون                                           |         |
| حسن علیرضایی       |                         | جارچی                                                      |         |
| فرامرز شهنی(مهرجو) | لابان                   | پدر زن یعقوب ‌و دایی یعقوب ، فائقه و عیسو                   | درگذشته |
| سید محسن خرم دره   | عیسر                    | ساکن فدان ارام                                             |         |
| شمسی شمس الدینی    |                         | ساکن فدان ارام و همسر عیسر                                 |         |
| مرتضی هاشم خانلو   | فارِس                    | ساکن فدان ارام                                             |         |
| زینب بنماران       |                         | همسر فارِس ، ساکن فدان ارام                                 |         |
| عظیم مشهدی         |                         | مامور همراه لابان                                          |         |
| علی اصغر راسخ راد  | جیرا                    | پیک کنعان                                                  |         |
| رضا حافظی          |                         | کشاورز مصری، کسی که یوسف همسفره ناهار او شد                |         |
| اکبر مددی مهر      | بت‌ها                    | مأمور شناسایی افراد در سیلو ، زندانی زاویرا                |         |
| کامبیز بهرام نژاد  |                         | مامور شناسایی افراد در سیلو                                |         |
| داوود زم           |                         | مامور همراه لابان                                          |         |
| محمد حسین ممیززاده |                         | کشاورز مصری و ساکن تبس                                     |         |
| عباس مرادی         |                         | ملوان اسکله و کاشف جسد خوابگزار                            |         |
| سلمان خطی          |                         | مامور شناسایی افراد در سیلو                                |         |
| امین مولایی فر     |                         | کشاورز جوان و ساکن تبس                                     |         |
| حمید رضا مرادی     |                         | مامور دروازه ورودی سوریه شهر تبس                           |         |
| سید جواد زیتونی    | نوامون                  | ساکن تبس و خریدار گندم از سیلو                             |         |
| محمد تقی شهسواری   |                         | کشاورز مصری و خریدار گندم از سیلو                          |         |
| محمد طاهری آذر     |                         | اشراف مصر                                                  |         |
| منصوره ایلخانی     |                         | قابله کنعانی                                               |         |
| سید جواد حسینی     |                         | همراه کاروان مالک بن زعر                                   |         |
| علی نجاریان دریانی |                         | نگهبان محافظ کاروان مالک بن زعر                            |         |

## هزینه

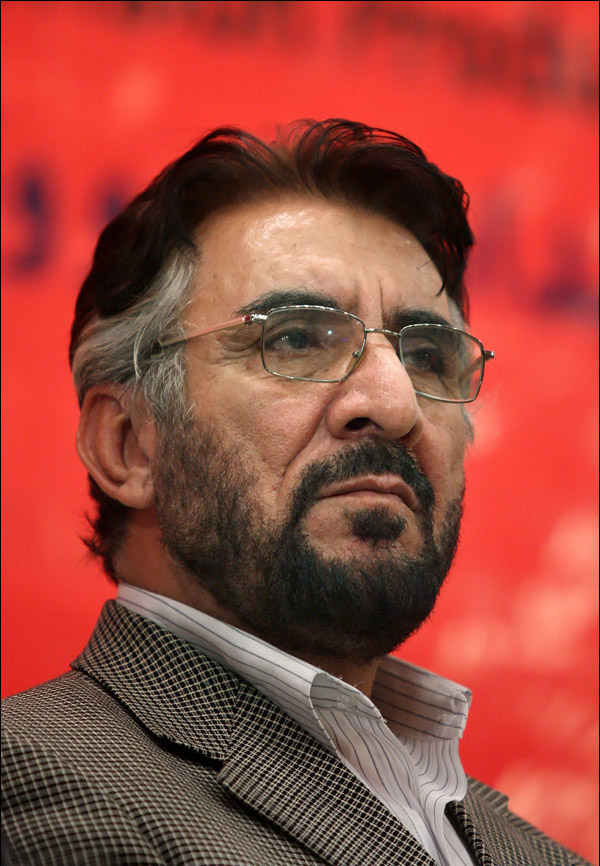
فرج‌الله سلحشور

مدیر پیشین روابط عمومی این مجموعه در پی اختلاف با کارگردان و تهیه‌کنندهٔ آن فرج‌الله سلحشور گفت که کل مبالغ هزینه شده برای ساخت این مجموعه بیش از ۱۲ میلیارد تومان بوده است؛ که ۶ میلیارد تومان آن توسط صداوسیما و بقیه توسط شهرداری تهران، سپاه پاسداران انقلاب اسلامی، وزارت اقتصاد و دارایی پرداخت شده است.
کارگردان مجموعه، فرج‌الله سلحشور، با حضور در شبکهٔ جهانی جام جم ۳ ضمن تکذیب ادعای مدیر پیشین روابط عمومی این مجموعه گفت مجموع هزینه‌های ساخت این سریال حدوداً ۷ میلیارد تومان بوده است. در گزارشی دیگر، بودجهٔ ابتدایی ساخت آن ۹۰۰ میلیون تومان برآورد شد اما در نهایت کار ساخت با بودجهٔ ۶٫۷۰۰ میلیارد تومان به پایان رسید.

## حاشیه‌ها

### اتهام سرقت ادبی
شهاب‌الدین طاهری، نویسندهٔ کتاب دوجلدی حضرت یوسف صدیق که در سال ۱۳۸۱ توسط نشر عابد به چاپ رسیده‌است، از سلحشور، تهیه‌کننده سریال، به دلیل «دزدی هنری» در دادگاه شکایت کرد و در سال ۱۳۹۱، در نهایت، سلحشور طبق رأی قطعی دادگاه از اتهام تقلب در فیلم‌نامه یوسف تبرئه شد.

### انتقادها
- هزینهٔ بالا و مشخص نبودن هزینهٔ واقعی
- تبلیغ چندهمسری

کارگردان مجموعه گفت که چندهمسری را ترویج نکرده و در عین حال گفت:

 «چندهمسری در مذهب و مکاتب الهی وجود داشته‌است. حال اگر این فرهنگ بنا به دلایلی تغییر کرده از عوارض دنیای امروز است. از پیامبر تا انبیاء سلف همسر دوم و سوم اختیار می‌کردند. این موضوع در گذشته بوده و در خیلی از ممالک اسلامی هنوز این فرهنگ وجود دارد و در بین شیعیان با آن برخورد می‌شود. این مطلب وجود داشته و من به دلیل خرسندی فمینیست‌ها نمی‌توانستم آن را در این سریال نشان ندهم و بازهم تأکید می‌کنم قصد ما ترویج چندهمسری نیست بلکه بیان سند تاریخی است.»

### انتخاب بازیگران
سلحشور دربارهٔ بازیگران این مجموعه می‌گوید:
بازیگران را از همین سینماگران انتخاب می‌کنم، همانند پروژه «یوسف» که من آن را با همین هنرمندان ساختم. با این تفاوت که مدیریت این‌ها در اختیار من بود. برای همین در این پروژه بازدهی خوبی داشتند. مهم این است که از هنرمندان چگونه استفاده شود. البته بسیاری از هنرمندانی که با ما کار کردند دیگر به مسیر قبلی بازنگشتند.

## پخش بین‌المللی
کشورهای تاجیکستان، پاکستان، افغانستان ترکیه، شبکه‌های بین‌المللی ایران الکوثر (دوبلهٔ عربی)، آی فیلم (سه زبانه: عربی و فارسی و انگلیسی) و جام جم (زیرنویس انگلیسی) نیز اقدام به پخش یوسف پیامبر کرده‌اند. به گفته سازمان صدا و سیما این سریال در شصت کشور جهان بیننده داشته‌است.